# Ťiang-an (Wu-chan)
Městský obvod Ťiang-an (čínsky pchin-jinem Jiāng'àn Qū, znaky zjednodušené 江岸区, tradiční 江岸區; volně česky břeh řeky) je městský obvod v subprovinčním městě Wu-chanu, které je hlavním městem provincie Chu-pej v Čínské lidové republice. Má rozlohu přes 64 kilometrů čtverečních a k roku 2010 měl přes 895 tisíc obyvatel.
Leží na levém, severozápadním břehu Jang-c’-ťiang. Na severu hraničí s obvodem Chuang-pchi, na západě s obvodem Tung-si-chu a na jihozápadě s obvodem Ťiang-chan. Přes Jang-c’-ťiang hraničí s obvody Chung-šan, Wu-čchang a Čching-šan.
Před vznikem Wu-chanu bylo území Ťiang-anu součástí města Chan-kchou.